# Crosseyed and Painless
«Crosseyed and Painless» es una canción interpretada por la banda estadounidense Talking Heads. Fue publicada como la segunda canción de su cuarto álbum de estudio Remain in Light (1980).

## Composición y arreglos
La canción utiliza instrumentos y técnicas como bucles de cencerro, congas, campanas, ritmos de guitarra staccato y pitidos electrónicos. El ritmo de la canción, así como el uso de las congas, añaden un toque africano a la canción. La línea de bajo de Tina Weymouth en «Crosseyed and Painless» aglomera ráfagas staccato de notas entrecortadas en la primera mitad de cada compás, dejando la segunda mitad vacía de una manera que define el patrón de percusión. Las frases son sugeridas y medidas, repetidas y volteadas, en reacción a los giros y espirales de sus melodías de riff organizadoras y en ningún momento cambia la música para adaptarse a la finalización de un sentimiento de canción pop convencional o una línea inteligente.

## Escritura y temática
La letra de la canción habla de un hombre paranoico y alienado que se siente estresado por su entorno urbano. Estas letras son un tema común para Talking Heads y clasifican el estilo de escritura del cantante principal David Byrne. La “vociferación rítmica” en «Crosseyed and Painless»—“Facts are simple and facts are straight. Facts are lazy and facts are late”—está influenciado por el rap de la vieja escuela, específicamente «The Breaks» de Kurtis Blow. El cantante está lleno de dudas y ni siquiera está seguro de poder creer los hechos. Al final de la canción, expresa su resentimiento por los hechos: “Facts don't do what I want them to do / Facts just twist the truth around”.

## Video musical
El videoclip de «Crosseyed and Painless», con una duración de 5:37, fue dirigido por Toni Basil y por petición propia no contó con los integrantes de la banda. En cambio, contó con bailarines callejeros (incluido Stephen “Skeeter Rabbit” Nichols), elegidos por David Byrne, y de quienes se dice que eligieron su propia coreografía para el video.

## Recepción de la crítica
El crítico de la revista Lafosis, Juan Carlos Ballesta, describió la canción como “uno de los más sensacionales e infecciosos temas de toda la carrera de Talking Heads”.

## Posicionamiento
| Gráfica (1980)                              | Pico de posición |
| ------------------------------------------- | ---------------- |
| Estados Unidos (Billboard Dance Club Songs) | 20               |